# Після похорону
«Після похорону» (англ. After the Funeral) - детективний роман англійської письменниці Агати Крісті із серії творів про Еркюля Пуаро, уперше опублікований у США видавництвом «Dodd, Mead and Company» в 1953 року під назвою «Funerals are Fatal». У Великій Британії роман був опублікований у тому ж році видавництвом «Collins Crime Club» під оригінальною назвою.

## Сюжет
Після похорону Річарда Ебернеті, члени родини, що залишилися, збираються для ознайомлення із заповітом. Його смерть була раптовою, хоча й очікуваною. Причиною смерті називалися природні причини. Однак після досить безтактної заяви Кори: "Його вбили, чи не так?", адвокат родини починає підозрювати, що було вчинено злочин і вирішує почати розслідування.
Після повернення з похорону, у сні ударом сокири вбита Кора Ленскене. На пограбування це не було схоже. Адвокат Ентуисл запрошує Пуаро, котрий у свою чергу просить свого стародавнього друга, Гобі, допомогти з розслідуванням.

## Персонажі
- Еркюль Пуаро - бельгійський детектив
- Містер Ентуисл - адвокат родини Ебернеті
- Інспектор Мортон - слідчий
- Містер Гобі - приватний детектив
- Ричард Ебернеті - спадкоємець родини Ебернеті
- Кора Ленскене - художниця, спадкоємиця родини Ебернеті
- Міс Гилкрист - компаньйонка Кори
- Джордж Кроссфилд - спадкоємець родини Ебернеті
- Майкл Шейн - актор,чоловік Розамунд Шейн
- Розамунд Шейн - акторка, спадкоємиця родини Ебернеті
- Хелен Ебернеті - спадкоємиця родини Ебернеті
- Тімоті Ебернеті - інвалід, спадкоємець родини Ебернеті
- Мод Ебернеті - дружина Тімоті
- Сьюзен Бенкс - спадкоємиця родини Ебернеті
- Грегори Бенкс - хімік, чоловік Сьюзен